# Bernardo Gui

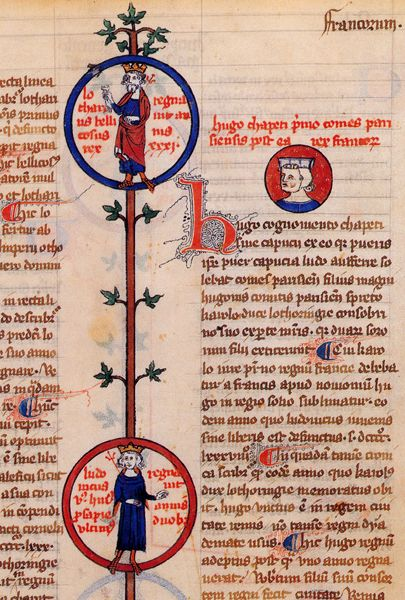
Arbor genealogiae regum Francorum, de Bernardo Gui, mostrando a consanguinidade dos reis da França.

Bernardo Gui (1261 ou 1262 — 30 de Dezembro de 1331) foi um inquisidor francês da Ordem Dominicana, que atuou na Baixa Idade Média durante a Inquisição medieval. Bernardo Gui também foi bispo de Lodève e um dos escritores mais prolíficos de seu tempo. Poderoso, passou a ser um dos nomes mais temidos, odiados e respeitados de sua época, dentro e fora da Igreja, porque  defendia seus ideais com ferrenha voracidade, inquirindo contra os albigenses, sob o comando do Papa Clemente V, entre 1307 e 1323. Como inquisidor dominicano julgou ao longo de sua vida mais de 900 casos, condenando 43 (aproximadamente 7% do total).

## Biografía
Bernardus Guidonis nasceu em Royéres, no Limousin, provavelmente em 1261. Tornou-se religioso aos 19 anos, ingressando ao noviciado do convento dominicano de Limoges. Foi decano de Albi dez anos mais tarde (1290) e de outros povoados, para logo ser nomeado Grande Inquisidor de Toulouse entre 1308 e 1323.
Durante seu mandato, Gui realizou onze "sermões gerais" na catedral de São Estêvão em Toulouse e no cemitério de São João Mártir em Pamiers, nos quais julgou 627 indivíduos culpados de heresia. Outros nove indivíduos também foram julgados culpados em eventos menores. 

No total, os tribunais presididos por Gui condenaram 636 indivíduos por 940 acusações de heresia. No século XIX, o consenso entre os historiadores era de que Gui havia organizado a queima de mais de seiscentas pessoas. No entanto, pesquisas mais recentes determinaram que não mais do que 45 dos indivíduos condenados por Gui (aproximadamente 7% do total) foram executados, enquanto 307 foram presos, 143 ordenados a usar cruzes e nove enviados em peregrinações obrigatórias.

O fim do cargo da inquisição é a destruição da heresia; esta não pode  ser destruída, a menos que os hereges sejam destruídos. . . . Os hereges são destruídos de maneira dupla: primeiro, quando são convertidos da heresia para a verdadeira fé católica... em segundo lugar, quando são entregues à jurisdição secular para serem físicamente queimados.

Bernardo Gui, citado em A History of Medieval
Heresy and Inquisition, de Jennifer Kolpacoff Deane
 Enquanto exerceu o cargo, teve que fazer frente a três grandes tipos de heresia de sua época: O catarismo, o valdismo e o beguinismo. Sua ascensão ao episcopado foi outorgado pelo  Papa João XXII em reconhecimento pelos seus serviços. Historiador e agiógrafo de sua ordem, é autor de numerosas obras de grande importância.  
Em seu livro O Nome da Rosa, Umberto Eco inclui Bernardo Gui como um dos personagens da história, adaptada para o cinema em 1986 e para a TV em 2019, tendo o personagem sido interpretado respectivamente pelos atores F. Murray Abraham e Rupert Everett.

## Obras principais
- Liber Sententiarum Inquisitionis ("Livro das Sentenças da Inquisição"): uma espécie de "manual" do Tribunal, em que estabelecia instruções, procedimentos e a organização do cerimonial a ser utilizado.
- Practica Inquisitionis Heretice Pravitatis ("Uma investigação prática do desvio herético"): Uma manual para detetar as mulheres acusadas de bruxaria e como agiam e quais eram suas práticas.